# Romeiro
Pour les articles homonymes, voir Cardoso.
José Romeiro Cardoso Neto, dit Romeiro (né le 3 juillet 1933 à Valença, dans l'État de Rio de Janeiro - mort le 4 janvier 2008 à São Paulo) était un footballeur brésilien évoluant au poste d'attaquant, qui fut l'un des joueurs emblématiques de Palmeiras à la fin des années 1950 et au début des années 1960.

## Biographie
Romeiro a revêtu 114 fois le maillot alviverde de Palmeiras, marquant 62 buts. Les supporters du club pauliste se souviennent qu'il fut décisif dans la conquête du titre du Championnat paulistão de 1959, marquant le but de la victoire lors du match au sommet contre le Santos de Pelé.

## Clubs
- 1956-1957 :  América FC (Rio de Janeiro)
- 1958-1962 :  SE Palmeiras
- 1962-1963 :  Millonarios FC

## Sélection nationale
- 2 sélections en équipe du Brésil

## Palmarès
- Coupe Oswaldo Cruz : 1956, avec  América FC (Rio de Janeiro)

- Championnat de l'État de São Paulo : 1959, avec  SE Palmeiras
- Coupe du Brésil : 1960, avec  SE Palmeiras